# Ficha (juegos)

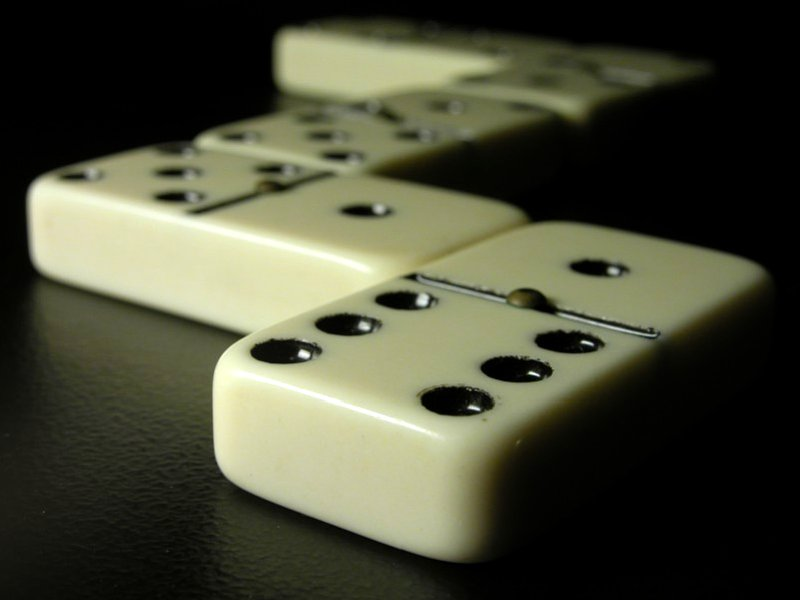
Piezas de dominó.

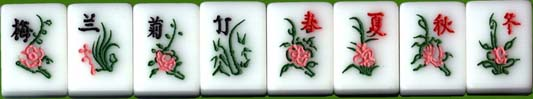
Piezas de flores y estaciones en Mahjong.

Se denomina ficha a aquella pieza usada en los juegos para representar a un jugador, instrumentos para realizar jugadas e incluso como monedas (prepagadas) en casas de apuestas o en un casino.
Normalmente, las fichas suelen ser posesión de alguno de los jugadores. Suelen ser de diversos tamaños, siendo las más comunes de tamaño redondo y de plástico, aunque hay sus excepciones como las fichas rectangulares de dominó y las piezas de ajedrez.
Se utilizan en juegos de mesa (parchís, oca...); en juegos de estrategia (ajedrez, damas); en juegos de ingenio o matemáticos (mahong, dominó...); o como representantes de dinero en las apuestas de juegos de cartas o azar tales como el póker; tras obtener o perder piezas, las restantes son canjeadas por dinero. Cabe destacar que también se usan fichas en ciertos tipos de máquinas tragamonedas.
- Datos: Q45808677